# Manis crassicaudata
El pangolin indio (Manis crassicaudata) es una especie de mamífero folidoto que se encuentra en muchas partes de India y algunas partes de Sri Lanka. Al igual que otros pangolines, se caracteriza por sus grandes, y superpuestas escamas en el cuerpo que actúan como armadura. También puede cerrarse formando una pelota para defenderse de sus depredadores como el tigre. Es insectívoro, se alimenta de hormigas y termitas que consigue abriendo sus nidos con sus poderosas y largas garras. Vive principalmente en madrigueras y sube a los árboles. También es considerado como un animal curioso y es sacrificado para fabricar medicamentos de gran valor.